# Eurycotis histrio
Eurycotis histrio är en kackerlacksart som beskrevs av Rehn, J. A. G. 1937. Eurycotis histrio ingår i släktet Eurycotis och familjen storkackerlackor.
Artens utbredningsområde är Haiti. Inga underarter finns listade i Catalogue of Life.